# Halliburton
Halliburton ist ein international agierender Konzern und führender Anbieter von technischen Dienstleistungen, Wartungsdiensten, Planungs- und Entwicklungsservices sowie Zulieferer verschiedener Produkte an Unternehmen aus der Erdöl- und Energieindustrie und auch für Unternehmen der öffentlichen Hand.
Die Dienstleistungen als Zulieferer des US-Militärs sowie die Unternehmungen in Krisenregionen insgesamt und die Verbindungen zum ehemaligen US-Vizepräsident Dick Cheney lieferten dem börsennotierten Konzern negative Schlagzeilen.

## Geschichte
Erle P. Halliburton trat 1910 in die United States Navy ein, wo er erste Erfahrungen als Ingenieur sammelte. Nach dem Ende des Ersten Weltkriegs verließ er das Militär und ließ sich eine neue Methode zur Befestigung von Bohrlöchern patentieren. 1919 gründete er die New Method Oil Well Cementing Company.
In den 1930er-Jahren gründete Halliburton seine ersten Forschungslaboratorien, in denen das Unternehmen Zementmischungen testete, mit Ansäuerungsdienstleistungen begann, um die Beständigkeit von Kalksteinformationen abzubauen und die Öl- und Gasproduktion zu steigern, und die erste Offshore-Zementierarbeit an einem Bohrturm in einem Ölfeld im Golf von Mexiko mit einer auf einem Lastkahn befestigten Zementieranlage durchführte. Dies war der Beginn des weltweit umfangreichsten Offshore-Services.
Halliburton unternahm 1926 die ersten Schritte auf dem Weg zu einem weltweiten Unternehmen. Mit dem Verkauf von fünf Zementiereinheiten an ein englisches Unternehmen in Burma begann das Osthemisphäre-Geschäft. Erle P. Halliburton schickte seine Brüder, um eine Niederlassung im kanadischen Alberta zu eröffnen. Es folgte eine Niederlassung in Venezuela im Jahre 1940. 1946 expandierte das Unternehmen nach Kolumbien, Ecuador, Peru und in den Nahen Osten und begann mit der Erbringung von Dienstleistungen für die Arabian-American Oil Company, den Vorläufer von Saudi Aramco.
Halliburton trat 1951 zum ersten Mal in Europa als Halliburton Italiana SpA auf. In den nächsten sieben Jahren gründete das Unternehmen die Halliburton Company Germany GmbH, eröffnete Niederlassungen in Argentinien und eine Tochtergesellschaft in England.
Im Jahr 1984 lieferte Halliburton die gesamte Bohrlochfertigungsausrüstung für die erste Multiwell-Plattform vor China. Zwei Jahre später war Halliburton das erste amerikanische Unternehmen, das auf dem chinesischen Festland Arbeiten auf einem Ölfeld durchführte.
Das Unternehmen hat 1991 eine Niederlassung in Moskau eröffnet.
1998 erwarb man den Konkurrenten Dresser Industries. Am 17. November 2014 wurde bekannt, dass Halliburton den kleineren Rivalen Baker Hughes übernehmen will. Die Öl-Servicefirmen gaben am 17. November 2014 eine entsprechende Einigung bekannt. Bereits in der Woche davor wurden Gespräche über eine Fusion bekannt gegeben. Der Preis soll etwa 35 Milliarden Dollar (etwa 28 Milliarden Euro) betragen. Halliburton bietet den Aktionären je Baker-Aktie 1,12 eigene Anteile sowie 19 Dollar in bar. Verglichen mit dem Schlusskurs vom 12. November, einen Tag bevor das erste Mal über die eventuelle Übernahme Berichte bekannt wurden, war die Offerte 78,62 Dollar je Anteil wert.
Das US-Kartellamt erschwerte diesen Zusammenschluss aufgrund von Monopolbildung auf einigen Gebieten. Schlussendlich einigten sich die Vorstände von Baker Hughes und Halliburton am 30. April 2016 darauf, dass jeder eigenständig bleibt. Halliburton musste eine Summe von 3,5 Milliarden Schadensersatz an Baker Hughes zahlen.

## Kritik
Halliburton stand auf Grund fragwürdiger Geschäfte mit Ländern wie Libyen, Irak und Iran in den letzten Jahren vermehrt in der Kritik der Öffentlichkeit. Der ehemalige US-Vizepräsident Dick Cheney war 1995–2000 Vorstandsvorsitzender von Halliburton. Durch „verzögerte Zahlungen“ erhielt Dick Cheney 2005 von Halliburton 211.465 US-Dollar, wohingegen er für seine Tätigkeit als Vizepräsident 205.031 US-Dollar verdiente. Halliburton bekam für den Irak ohne öffentliche Ausschreibung Exklusivverträge von der US-Regierung  auf der Basis eines Kostenzuschlagsvertrages (Cost-plus contract) zugesprochen.
Halliburton wird unter anderem vorgeworfen, für Dienstleistungen für die US-Armee im Irak massiv überzogene Preise zu verlangen. Als Beispiele werden genannt: Waschen von Militärwäsche pro 15 pounds (ca. 6,8 kg) für 100 USD, Lieferung einer Kiste Limonade an die US-Armee für 45 USD.
In einer vom Wall Street Journal und dem Marktforschungsunternehmen Harris Interactive, The Harris Poll, durchgeführten Umfrage, in der nach dem Ruf bekannter Unternehmen gefragt wurde, belegte Halliburton 2007 den letzten Platz in Bewertungen für ethische Standards und Vertrauen. Einige Befragte scholten das Unternehmen für das Ausnutzen politischer Kontakte, um vom Irak-Krieg zu profitieren. Auch der US-amerikanische Regisseur und Aktivist Robert Greenwald dokumentiert in dem Film Iraq for Sale: The War Profiteers seine Beobachtungen darüber, auf welche Weise zum Beispiel das Unternehmen KBR – Halliburton aus dem Irak-Krieg seinen finanziellen Nutzen zieht.
Die am 12. März 2007 gemachte Ankündigung des US-Konzerns, seine Firmenzentrale vom texanischen Houston nach Dubai zu verlegen, hat auch in den USA heftige Kritik hervorgerufen.

## Deepwater Horizon
Halliburton war wesentlich an den Arbeiten auf der Bohrinsel Deepwater Horizon beteiligt, die zu einem Blowout führten. Dabei ging die Bohrplattform in Flammen auf und sank. Der Untergang von Deepwater Horizon hatte die Ölpest im Golf von Mexiko 2010 zur Folge. Laut dem US-amerikanischen Justizministerium hat Halliburton im Jahr 2013 die Vernichtung von Beweisen in diesem Fall eingestanden.